# Sophrone IV de Jérusalem
Sophrone IV (en grec : Σωφρόνιος Δ΄) fut patriarche orthodoxe de Jérusalem de 1579 à 1608.